# Capital Gate
Capital Gate este o clădire de tip zgârie-nori cu uz mixt (comercial și rezidențial), localizată în Abu Dhabi, capitala Emiratelor Arabe Unite și adiacentă Centrului Național Expozițional din Abu Dhabi. Clădirea se face remarcată printr-o înclinație impresionantă de 18° spre vest, iar înălțimea sa de circa 160 de metri și 35 de etaje o face una dintre cele mai înalte clădiri din localitate.
Datorită poziției sale unice, Capital Gate este construită pe partea de sus a unui ochi de plasă densă din oțel armat. Ochiurile sunt susținute de 490 de piloni care au fost introduși 30 de metri în subteran pentru a face față forței gravitaționale, vântului și presiunii seismice datorate structurii de rezistență slabe a clădirii.
Construcția turnului a fost finalizată în ianuarie, iar în iunie 2010, Guiness World Records a consemnat că structura este „clădirea cu cea mai mare înclinație artificială” (înclinația sa depășește de mai mult de patru ori înclinația faimosului Turn din Pisa).
Potrivit National Exhibitions Company din Abu Dhabi, compania care a construit turnul, etajele acestuia sunt construite „perfect vertical până la etajul al 12-lea, după care etajele superioare au fost construite cu o înclinație ușoară către exterior, ce variază între 300 și 1.400 de milimetri”.
Turnul Capital Gate, descris pe site-ul său drept „o clădire concepută pentru a sfida simetria și pentru a uimi atât la exterior cât și la interior”, va deveni probabil unul dintre simbolurile capitalei Emiratelor Arabe Unite. Lucrările de amenajare vor fi finalizate către sfârșitul acestui an.